# Seradu
Seradu je prostrani tropsko savanski ekoregion Brazila, posebno u državama Gojas, Mato Groso do Sul, Mato Groso, Tokantins, Minas Žerais i Savezni okrug. Sržna područja bioma Serada su visoravni u centru Brazila. Glavne tipovi staništa Seradua uključuju: šumsku savanu, žbunastu savana, savanski park i travnato-šumsku savanu. Takođe su obuhvaćena područja močvarne savane i galerijske šume. Kao drugi po veličini tip brazilskog staništa, nakon amazonske prašume, Seradu predstavlja čitavih 21 procenat kopnene površine zemlje (sežući u Paragvaj i Boliviju).
Prvi detaljni pregled Brazilskog serada pružio je danski botaničar Eugenius Varming (1892) u knjizi Lagoa Santa, u kojoj opisuje glavne karakteristike vegetacije seradua u državi Minas Žerais.
Od tada ogromne količine istraživanja su dokazale da je Serado jedan od najbogatijih regiona od svih tropskih savana i da poseduje visok nivo endemizma. Karakterisan je ogromnim rasponom biljnog i životinjskog biodiverziteta. Svetska fondacija za prirodu ga je nazvala biološki najbogatijom savanom na svetu, sa oko 10.000 biljnih vrsta i 10 endemskih vrsta ptica. U Seradu obitava skoro 200 vrsta sisara, mada je samo 14 endemsko.

## Klima
Klima u Seradu je tipična za vlažnije savanske regione u svetu, sa poluvlažnom tropskom klimom. Seradu je ograničen na dve dominantne sezone tokom godine, vlažna i suva. Godišnje temperature za Seradu su u proseku između 22 i 27 °, a prosečne padavine između 800-2000 mm za preko 90% područja. Ovaj ekoregion ima veoma jaku sušnu sezonu tokom južne zime (približno april-septembar).

## Flora
Seradu se odlikuje jedinstvenim tipovima vegetacije. Sastoji se od promenljivog mozaika staništa, sa samim seradom nalik savani na dobro dreniranim površinama između traka galerijske šume (zatvorene visoke šume sa krošnjama) koje se javljaju duž potoka.] Između serade i galerijske šume nalazi se oblast vegetacije poznata kao vlažni kampo sa jasno izraženim granicama na uzbrdici i nizbrdici gde je rast drveća inhibiran usled velikih sezonskih fluktuacija u podzemnim vodama.
Deo savane Seradu je heterogen u pogledu pokrivenosti krošnjama. Gudland (1971) je podelio Seradu u četiri kategorije u rasponu od najmanjeg do najvećeg pokrivača krošnji: kampo sujo (zeljasti sloj sa povremenim malim stablima oko 3 m visine), kampo seradu (nešto veća gustina drveća visine oko 4 m u proseku), seradu sensu strikto (vegetacija nalik voćnjaku sa drvećem visokim oko 6 m) i seradu (pokrivenost krošnje blizu 50% sa opštom visinom od 9 m).
Verovatno oko 800 vrsta drveća se nalazi u Seradu. Među najraznovrsnijim porodicama drveća u Seradu su Leguminosae (153 spp.), Malpighiaceae (46), Myrtaceae (43), Melastomataceae (32), i Rubiaceae (30). Većim delom u Seradu dominiraju Vochysiaceae (23 vrste u Seradu) zbog obilja tri vrste u rodu Qualea. Zeljasti sloj obično dostiže oko 60 cm visine i sastavljen je uglavnom od Poaceae, Cyperaceae, Leguminosae, Compositae, Myrtaceae i Rubiaceae. Veliki deo vegetacije u galerijskim šumama je sličan obližnjoj prašumi; međutim, postoje neke endemske vrste koje se nalaze samo u galerijskim šumama Serada.
Smatra se da su plodnost zemljišta, režim požara i hidrologija najuticajniji u određivanju vegetacije Serada. Seradu zemljište je uvek dobro drenirano i većina je oksisol sa niskim pH i niskim sadržajem kalcijuma i magnezijuma. Utvrđeno je da je količina kalijuma, azota i fosfora u pozitivnoj korelaciji sa bazalnom površinom stabala u Seradu staništima. Kao i u drugim travnjacima i savanama, vatra je važna u održavanju i oblikovanju Seradu pejzaža; mnoge biljke u Seradu su prilagođene vatri, pokazujući svojstva poput debele plutene kore da bi izdržale toplotu.
Smatra se da je Seradu vegetacija drevna, proteže se možda čak u prototipskom obliku od perioda krede, pre nego što su se Afrika i Južna Amerika odvojile. Dinamična ekspanzija i kontrakcija između serade i amazonske prašume se verovatno dešavala istorijski, sa seradskim širenjem tokom glacijalnih perioda kao što je pleistocen. Ovi procesi i rezultirajuća fragmentacija u više refugija verovatno su doprineli velikom bogatstvu vrsta u Seradu i amazonskim prašumama.

## Fauna
Seradu ima veliki diverzitet kičmenjaka, sa 150 vrsta vodozemaca, 120 vrsta gmizavaca, 837 vrsta ptica i 161 vrsta sisara. Generalno se smatra da je raznovrsnost guštera relativno niska u Seradu području u poređenju sa drugim oblastima kao što su katinga ili ravničarske prašume, iako je jedna nedavna studija otkrila 57 vrsta u jednoj oblasti Serada sa velikom raznovrsnošću izazvanom dostupnošću otvorenog staništa. Ameiva ameiva je među najvećim gušterima pronađenim u Seradu i najvažniji je predator guštera gde se nalazi u Seradu. Postoji relativno velika raznolikost zmija u Seradu (22–61 vrsta, u zavisnosti od lokacije), a Colubridae je najbogatija porodica. Otvorena priroda vegetacije ove oblasti najverovatnije doprinosi velikoj raznovrsnosti zmija. Informacije o vodozemcima Serada su izuzetno ograničene, iako Seradu verovatno ima jedinstven skup vrsta sa nekim endemskim za region.

## Literatura
- Oliveira, Paulo S.; Marquis, Robert J. (2002). The Cerrados of Brazil: Ecology and natural history of a neotropical savanna. New York, NY: Columbia University Press. ISBN 0-231-12043-5.
- BRANDÃO, M.; GAVILANES, M. L. (1992). Espécies árboreas padronizadoras do Cerrado mineiro e sua distribuição no Estado. Informe Agropecuário 16 (173): 5–11.
- BRANDÃO, M.; CARVALHO, P. G. S.; JESUÉ, G. (1992). Guia Ilustrado de Plantas do Cerrado. CEMIG.
- CASTRO, A. A. J. F., MARTINS F. R., TAMASHIRO, J. Y., SHEPHERD G. J. (1999). How rich is the flora of Brazilian Cerrados? Castro, A. A. J. F.; Martins, F. R.; Tamashiro, J. Y.; Shepherd, G. J. (1999). „Annals of the Missouri Botanical Garden”. 86 (1). Missouri Botanical Garden Press: 192—224. JSTOR 2666220. doi:10.2307/2666220. 86 (1): 192–224.
- Coutinho, L.M. (c. 2000). „Cerrado”. eco.ib.usp.br (на језику: португалски). São Paulo: University of São Paulo. Архивирано из оригинала 2019-05-25. г.
- RATTER, J.A.; RIBEIRO, J.F. & BRIDGEWATER, S. (1997) The Brazilian Cerrado vegetation and Threats to its Biodiversity. Annals of Botany, 80: pp. 223–230.
- LEITÃO FILHO, H.F. (1992). A flora arbórea dos Cerrados do Estado de São Paulo. Hoehnea 19 (1/2): 151–163.
- MENDONÇA, R. C.; FELFILI, J. M.; WALTER, B. M. T.; SILVA, M. C.; REZENDE, FILGUEIRAS, T. S.; NOGUEIRA, P. E. Flora vascular do bioma Cerrado. ("Vascular flora of Cerrado biome")
- Gottsberger, G.; Silberbauer-Gottsberger, I. (2006). Life in the Cerrado. Ulm, DE: Reta Verlag.
  -  3-00-017928-3 Volume 1
  -  3-00-017929-1 Volume 2
- „Cerrado biodiversity hotspot”. BiodiversityHotspots.org. Conservation International. Архивирано из оригинала 2007-03-05. г.
- „The Chapada dos Veadeiros, Cerrado de Altitude”. guiadachapada.com.br. Архивирано из оригинала 2009-01-30. г.
- „Bioma Cerrado”. www.agencia.cnptia.embrapa.br. EMBRAPA (на језику: португалски). Brazilian Government. Архивирано из оригинала 15. 06. 2020. г. Приступљено 15. 08. 2020.
- MENDONÇA, R. C.; FELFILI, J. M.; WALTER, B. M. T.; SILVA, M. C.; REZENDE, FILGUEIRAS, T. S.; NOGUEIRA, P. E. Flora vascular do bioma Cerrado (Vascular Flora of Cerrado Biome) Brazilian Institute of Geography and Statistics
- Brandão, Mitzi; Galvilanes, M. L.; (1992); Espécies árboreas padronizadoras do Cerrado mineiro e sua distribuição no Estado.; Informe Agropecuário 16 (173): 5-11.
- Brandão, Mitzi; Carvalho, P. G. S.; Jesué, G.; (1992); CEMIG: Guia Ilustrado de Plantas do Cerrado.; Minas Gerais.
- CASTRO, A. A. J. F., MARTINS F. R., TAMASHIRO, J. Y., SHEPHERD G. J. (1999). How rich is the flora of Brazilian Cerrados? Castro, A. A. J. F.; Martins, F. R.; Tamashiro, J. Y.; Shepherd, G. J. (1999). „Annals of the Missouri Botanical Garden”. 86 (1). Missouri Botanical Garden Press: 192—224. JSTOR 2666220. doi:10.2307/2666220. 86 (1): 192-224.
- Coutinho, Leopoldo Magno Cerrado; University of São Paulo, São Paulo state
- Gamarra-Rojas, Cíntia. (2005) Checklist das Plantas do Nordeste (Checklist of Plants of Northeast Brazil).
- G. Gottsberger, I. Silberbauer-Gottsberger:  Life in the Cerrado Reta Verlag, Ulm 2006,  3-00-017928-3 Volume 1,  3-00-017929-1 Volume 2
- LEITÃO FILHO, H.F. (1992). A flora arbórea dos Cerrados do Estado de São Paulo. Hoehnea 19 (1/2): 151-163.
- Lorenzi, Harri (1992) Árvores Brasileiras (Brazilian Trees) Nova Odessa: Plantarum.
- Pereira, Benedito Alísio da Silva; Silva  Maria Aparecida da Lista de nomes populares de  plantas nativas da Região Geoeconômica de Brasília, DF. (List of vernacular names of natives plants of Brasília Geoeconomic Region) Brasília: RECOR Ecological Reserve of Brazilian Institute of Geography and Statistics.

## Spoljašnje veze
- „The Cerrado”. Nature Conservancy in Brazil. Архивирано из оригинала 2010-07-03. г.
- „The Biodiversity of the Brazilian Cerrado”. Архивирано из оригинала 2007-11-11. г.
- „Cerrado”. Brazilian Government. Архивирано из оригинала 2005-12-24. г.
- „Cerrado”. Terrestrial Ecoregions. World Wildlife Fund.
- Caton, Peter (1. 6. 2011). Guardians of the Cerrado. petercaton.co.uk (photo story). Aoki, Chris (contrib.); do Vale, João (music). Архивирано из оригинала 2011-09-02. г.  — преко foto8.com.